# الدوري الإنجليزي الممتاز للسيدات
الدوري الإنجليزي الممتاز للسيدات هو دوري الدرجة الأولى لكرة القدم النسائية في إنجلترا. أُسس الدوري عام 2010 ويديره الاتحاد الإنجليزي لكرة القدم ويتألف من إثني عشر فريقًا. يتأهل أصحاب المراكز الثلاثة الأولى في الدوري إلى دوري أبطال أوروبا بينما يهبط صاحب المركز الأخير إلى دوري الدرجة الثانية.